# 그림명작극장
그림명작극장은 닛폰 애니메이션이 제작한 TV 애니메이션 시리즈이다. 대한민국에서는 《그림명작동화》라는 제목으로 1990년 4월 19일부터 1990년 4월 27일까지 MBC에서 방영되었다.

## 방영 에피소드
1. 브레멘의 음악대
2. 헨젤과 그레텔
3. 개구리 왕자1
4. 개구리 왕자2
5. 빨간 모자
6. 황금 거위
7. 장화신은 고양이
8. 빨간 장미와 흰 눈
9. 백설공주1
10. 백설공주2
11. 백설공주3
12. 백설공주4
13. 6명의 사나이
14. 생명의 물
15. 푸른 수염
16. 요린데와 요린겔
17. 잠자는 숲속의 공주
18. 술탄 영감
19. 티티새 수염왕
20. 악마와 대마왕
21. 춤추다 닳아버린 구두
22. 신데렐라1
23. 신데렐라2